# Галідесивір
Галідесивір (англ. Galidesivir, інші назви BCX4430, Іммуцилін А) — синтетичний противірусний препарат, який є нуклеозидним аналогом (похідним аденозину). Препарат розроблений компанією «BioCryst Pharmaceuticals» за фінансової участі Національного інституту алергії та інфекційних хвороб США, спочатку розроблений для лікування гепатиту C, але згодом досліджувався як потенційний засіб для лікування небезпечних філовірусних інфекцій, таких як гарячка Ебола, гарячка Марбург та гарячки Зіка. У 2020 році галідесивір проходить клінічні випробування у Бразилії щодо можливості застосування препарату для лікування коронавірусної хвороби 2019.
Галідесивір у клінічних дослідженнях виявив широку противірусну активність щодо багатьох родів РНК-вірусів, зокрема аренавірусів, буньявірусів, параміксовірусів, коронавірусів, флавівірусів та флебовірусів. У клінічних дослідженнях показано, що препарат захищає від інфікування вірусами Ебола та Марбург як гризунів, так і мавп, навіть при застосуванні до 48 годин після інокуляції вірусу, препарат також досліджувався як потенційний засіб для лікування гарячки Ебола під час епідемії гарячки Ебола в Західній Африці у 2013—2016 роках. Пізніше галідесивір виявив ефективність проти вірусу Зіка на моделі миші. 10 червня 2020 року опубліковані результати досліджень, згідно яких застосування галідесивіру спричинює зникнення віремії в макак резус, інфікованих вірусом Зіка.
Галідесивір є одним із противірусних препаратів, який застосовується в експериментальному лікуванні коронавірусної хвороби 2019.
9 квітня 2020 року компанія «BioCryst Pharmaceuticals» розпочала рандомізоване, подвійне сліпе, плацебо-контрольоване клінічне дослідження для оцінки безпеки, клінічного впливу та противірусного ефекту галідесивіру у хворих COVID-19.